# Platja de l'Estany Podrit
La platja de l'Estany Podrit és una platja natural del municipi de l'Ametlla de Mar (Baix Ebre), situada entre la Punta de l'Àliga i el Cap de Santes Creus, en un entorn d'aspecte verge, entre pinedes, matolls i roquissars. Té una longitud de 61 metres i una amplada mitjana de 19 metres, formada per sorra fina, grava i còdols, amb un pendent d'entrada a l'aigua moderat. S'hi accedeix a peu pel camí de ronda, integrat al sender GR-92, i en vehicle per una pista de terra. Disposa d'aparcament i dutxes.